# 李民骐
李民骐（1969年—），政治经济学家、世界体系理论分析者、美国尤他大学教授。

## 生平
1987年至1990年是北京大学经济管理系学生，学习并相信“芝加哥学派”经济学。自称在六四事件前后“始终与核心学生领袖保持密切来往”，但其意见和当时的学生领袖相悖。
1990年6月3日夜，北京大学学生集会纪念六四事件，李发表了演说。6月15日，李被开除学籍并入狱。期间，广泛阅读马克思、毛泽东等人的作品，转变为马克思主义者。 1992年6月获释。李花接下来的两年在中国旅行，与剩余的自由派异议人士辩论，使用假身份证访问省市图书馆。他的观点成为反主流的，他认为毛泽东的影响是“革命遗产，而不是社会主义革命者的历史包袱。”
1994年，撰写书籍《中国资本主义的发展与阶级斗争》（Capitalist Development and Class Struggle in China）， 本书包括对中国在毛泽东时代和1980年代的经济发展的分析，以及1989年民主运动的马克思主义分析，认为这不是一个人民民主活动，被自由派知识分子抛弃，导致城市工人阶级受到猛烈打击和官僚资产阶级的胜利。他试图表明，这为中国向资本主义过渡铺平了道路。他批评新自由主义经济学及其与经济理性的关系，民主与资本主义的内在矛盾，导致中国崛起的社会与物质条件，最后以批评国家资本主义和倡导民主社会主义作为结论。
1994年12月25日，抵达美国，在特拉华大学补完本科课程后，成为马萨诸塞大学阿姆赫斯特分校大卫·M·科兹的研究生。 期间，为《每月评论》撰写了许多马克思主义文章，其中最著名的一篇是《新自由主义之后：帝国、社会民主主义，还是社会主义？》（After Neoliberalism: Empire, Social Democracy, or Socialism?）。
2001年后，李的研究重点转移到世界资本主义体系，特别是伊曼纽尔·沃勒斯坦的工作。受沃勒斯坦论证的启发，他撰写了一篇中文文章《读沃勒斯坦的〈资本主义世界经济〉——兼论21世纪上半叶的中国问题》，成为第一位将“中国崛起”与资本主义灭亡联系起来的经济学家。这篇文章被《思潮：中国“新左派”及其影响》一书收录。
2001年末，他扩展了他的中国与世界体系关系的研究，批评了江泽民的中国社会阶层理论。在他的文章《从世界体系视角看中国阶级结构》（China's Class Structure from the World-System's Perspective）中，李指出，中国的经济崛起实际上将以各种方式破坏资本主义世界经济的稳定，并促成其最终灭亡。在他以前的两篇论文的基础上，他写下了《中国的崛起和资本主义世界经济的消亡：21世纪的历史可能性》（The Rise of China and the Demise of the Capitalist World-Economy: Historical Possibilities of the 21st Century）。然后，他将这些和其他几篇论文纳入他的书《中国的崛起和资本主义世界经济的消亡》（The Rise of China and the Demise of the Capitalist World-Economy）。
2003年至2006年，在加拿大安大略省多伦多约克大学教本科生和研究生政治经济学课程，其后任教于犹他大学，2008年任《真实新闻》（The Real News）中国问题分析师。
2009年，他根据对与资本主义世界经济有关的环境数据的分析认为，避免文明不可避免的崩溃的唯一途径，是在21世纪中叶前建立社会主义世界政府。

## 著作
著作：《资本的终结：21世纪大众政治经济学》，作者：李民骐、张耀祖、许准、齐昊，中国人民大学出版社，2016-03-01
译著：《权力与货币》，原作者：恩尼斯特·曼德尔，李民骐、孟捷译，中央编译出版社，2002-01-01